# Mother North
Mother North (укр. Мати Півночі) — сингл Satyricon початково у 1996 році виданий як VHS за продюсування Сігурда «Satyra» Вонгравена. Увійшов до альбому Nemesis Divina та пізніших компіляцій чи бонус-треків до дисків, як-от The Age of Nero, Live at the Opera тощо.

## Склад на момент запису
- Сігурд «Сатир» Вонгравен — вокал, гітара, клавішні
- К'єтіл-Відар «Фрост» Гаралдстад — ударні
- Тед «Kveldulv» Шеллум — гітара